# Elmer George
Elmer George (ur. 15 lipca 1928 w Hockerville, Oklahoma, zm. 30 lub 31 maja 1976 w Terre Haute, Indiana) – były amerykański kierowca wyścigowy.
Elmer George był żonaty z Mari Hulman George, córką Tony Hulmana, właściciela toru Indianapolis Motor Speedway. Ich syn, Tony George, jest założycielem Indy Racing League i byłym dyrektorem generalnym toru Indianapolis.

## Kariera
W latach 1956–1963 wystartował w 64 wyścigach zaliczanych do USAC National Championship, w tym trzykrotnie w Indianapolis 500. Wygrał jeden wyścig, w Syracuse.
Jeden z jego startów w Indianapolis 500 (1957) przypadł na okres gdy wyścig ten był zaliczany do klasyfikacji Mistrzostw Świata Formuły 1, w związku z czym George ma w statystykach Formuły 1 zapisany jeden start, ale nie zdobył w nim punktów.

## Starty w Indianapolis 500
| Rok  | Nadwozie     | Silnik      | Start | Wynik | Uwagi                 |
| ---- | ------------ | ----------- | ----- | ----- | --------------------- |
| 1957 | Kurtis Kraft | Offenhauser | 9     | 33    | Wypadek przed startem |
| 1962 | Lesovsky     | Offenhauser | 17    | 17    | Awaria silnika        |
| 1963 | Lesovsky     | Offenhauser | 28    | 30    | Złe prowadzenie       |